# Godār-e Kabk
Godār-e Kabk (persiska: گدار كبک) är en ort i Iran.   Den ligger i provinsen Chahar Mahal och Bakhtiari, i den centrala delen av landet, 400 km söder om huvudstaden Teheran. Godār-e Kabk ligger 2 155 meter över havet och antalet invånare är 140.
Terrängen runt Godār-e Kabk är huvudsakligen kuperad. Godār-e Kabk ligger nere i en dal. Runt Godār-e Kabk är det glesbefolkat, med 17 invånare per kvadratkilometer. Närmaste större samhälle är Gandomān, 19,6 km nordväst om Godār-e Kabk. Omgivningarna runt Godār-e Kabk är i huvudsak ett öppet busklandskap.